# وزارة الطاقة والمعادن (عمان)
وزارة الطاقة والمعادن العُمانية هي الوزارة المسؤولة عن جميع النشاطات المتعلقة بالنفط والغاز وترتبط جميع شركات النفط العمانية الحكومية بها بشكل مباشر.

## وصلات خارجية
موقع وزارة النفط والغاز العُمانية